# Francisco Chapi
Francisco Chapi fue el cacique principal de Manta, sirvió al virrey como gobernador del puerto de Manta y la provincia de Puerto Viejo. En este cargo, proveyó a la Corona española de suministros, tripulación —incluyendo buzos y calafates— y alojamiento para soldados. También se encargó del rescate de marineros perdidos y de pacificar la región del Reino Zambo de Esmeraldas. En 1604, Chapi solicitó reconocimiento por sus servicios, pidiendo la restitución de su cargo y la gobernación de Guayaquil por dos generaciones. A pesar de que la Audiencia lo reconoció como un "señor natural" de Manta, el Consejo de Indias le concedió un reconocimiento menor a sus ambiciones. Se le permitió vestir y portar armas como un español, además de recibir una carta de recomendación.   

## Biografía

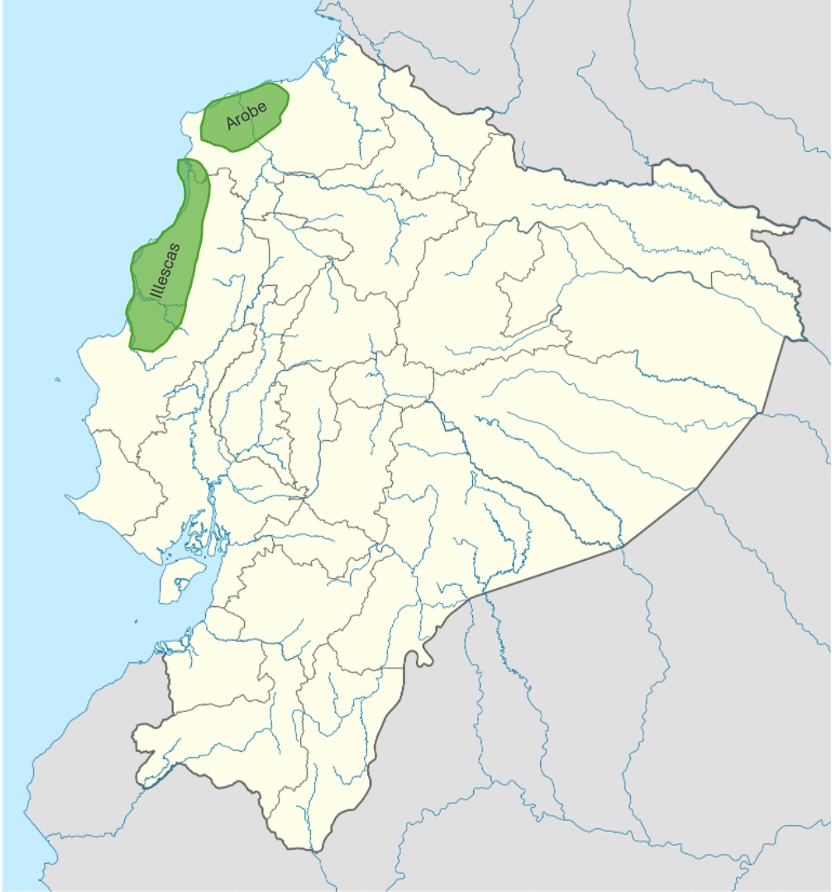
Mapa de la mayor extensión del Reino Zambo de Esmeraldas

Francisco Chapi, un cacique principal de Manta, sirvió al virrey como gobernador del puerto de Manta y la provincia de Puerto Viejo. En su rol, proveyó apoyo vital a la flota del rey, ofreciendo suministros, tripulación como buzos y calafates, y alojamiento para los soldados. También tuvo un rol crucial en el rescate de marineros perdidos y se esforzó por pacificar la región del  Reino Zambo de Esmeraldas, arriesgando su vida entre indígenas, negros y mulatos rebeldes.
En 1604, Chapi solicitó reconocimiento por sus servicios. Aunque su estatus como "señor natural" en Manta fue atestiguado por líderes religiosos y la Audiencia, fue temporalmente despojado de su cargo por un competidor, Baltasar Zaman. En su petición, Chapi no solo buscó la restitución de su gobernación, sino también la de Guayaquil, por dos generaciones. Quería consolidar su posición con símbolos de autoridad, como tener una guardia de honor de doce indígenas, vestir como español, portar armas, y que sus propiedades agrícolas fueran consideradas comunitarias. Fue nombrado como encomendero y bajo su supervisión se encontraban 12 indígenos para las chacras y se le asignó 1000 ducados por dos vidas. A pesar de su linaje y servicios, el Consejo de Indias le concedió un reconocimiento menor a sus ambiciones. Le permitieron vestir y portar armas como un español, además de una carta de recomendación para la Audiencia. Es probable que haya recuperado su cargo, ya que su rival, Zaman, se enfocó en otros objetivos.
Se cree que además destacó como un buzo experto durante el período colonial. Según documentos históricos, junto a Pedro Cama, fue considerado uno de los mejores buzos de la región. Chapi era contratado por la Corona Española para tareas peligrosas y especializadas, como la extracción de perlas del fondo marino y el rescate de personas o mercancías de los naufragios. Su labor es un ejemplo de cómo las habilidades ancestrales de los pueblos costeros, tradicionalmente usadas para la recolección de conchas como el spondylus, se adaptaron para servir a los intereses económicos y de rescate de la época colonial.